# 白珝 (正德進士)
白珝（1480年—？），字德潤，號清澗，陝西鳳翔府寶雞縣人，民籍，明朝政治人物。

## 生平
弘治十四年（1501年）辛酉科陝西鄉試第十二名舉人，正德十二年（1517年）中式丁丑科會試第二百四十六名，三甲第二十七名進士。刑部觀政，授大理寺評事，升大理寺副、大理寺正，出為四川敘州府知府，致仕。

## 家族
曾祖白昇；祖父白信，封監察御史；父白鸞，監察御史。母費氏（贈孺人）；繼母王氏（封孺人）。慈侍下。弟白瑜、白瑾、白瑚、白璉。